# Giandomenico Costi
Giandomenico Costi (Sassuolo, 10 marzo 1969) è un dirigente sportivo, allenatore di calcio ed ex calciatore italiano, di ruolo difensore.

## Carriera

### Giocatore
Gioca per il Modena dal 1985 al 1990 e vince due campionati ottenendo la promozione dalla Serie C1 alla Serie B. Nel 1990 passa al Milan dove vince una Supercoppa europea e una Coppa Intercontinentale. Nel 1991 approda al Messina che a novembre dello stesso anno lo gira al Venezia. Dal 1992 al 1995 veste la maglia della Lucchese. Nel 1995 si trasferisce a Brescia e vince un campionato dalla Serie B alla Serie A. Nel novembre del 1996 al Siena. Nel 1997 passa all'Alessandria che lo cede sempre nel novembre 1998 all'Ancona.

### Allenatore
Nella stagione 2008-2009 accetta l'incarico di responsabile tecnico e vice allenatore in Eccellenza della Dorando Pietri, la seconda società per importanza di Carpi.
Con la promozione in Serie D:  , la società opta per la fusione con il Carpi FC; Nella stagione 2009-2010 ricopre il ruolo di allenatore di seconda vincendo il campionato e approdando in Lega Pro Seconda Divisione.
Dopo questa vittoria allena sempre a Carpi vincendo il Campionato 2010-2011 e va in Lega Pro. Nella stagione 2012-2013 davanti al pubblico del Cabassi fresco di restauro, Giandomenico Costi col Carpi FC vince i Play-off e vola in serie B. Due stagioni successive, Campionato 2014-2015 vince il suo quinto Campionato col Carpi FC e approda in Serie A, in quello che da tutti è considerato uno dei più grandi miracoli calcistici italiani. La sua carriera di allenatore al Carpi termina alla fine della stagione calcistica Serie B 2017-2018.
Durante la sua esperienza a Carpi ha collaborato ad allenatori quali: Gabriele Cioffi, Giancarlo D'Astoli, Stefano Sottili, Fabio Brini, Giuseppe Pillon, Massimiliano Maddaloni, Stefano Vecchi, Fabrizio Castori.
Successivamente approda al SS Napoli nella stagione 2018-2019 come dirigente al fianco del DS Cristiano Giuntoli. La famiglia De Laurentis acquista la stessa stagione il Bari Calcio e Giandomenico si divide tra il SS Napoli e il Bari che riparte dopo il fallimento dalla serie D. Costi vince il campionato col Bari Calcio e riporta la squadra in C1. Col SS Napoli raggiunge un terzo posto in campionato e con Gennaro Gattuso alla guida del club, nel Campionato 2019-2020 vince una Coppa Italia .

## Palmarès

### Competizioni nazionali
- Campionato italiano Serie C1: 2

Modena: 1985-1986, 1989-1990
- Campionato italiano di Serie B: 1

Brescia: 1996-1997

### Competizioni internazionali
- Supercoppa UEFA: 1

Milan: 1990
- Coppa Intercontinentale: 1

Milan: 1990

#### Competizioni regionali
- Eccellenza: 1

Dorando Pietri: 2008-2009 (girone A)